# سیارک ۹۵۵۳
سیارک ۹۵۵۳ (به انگلیسی: 9553 Colas، نامگذاری:1985UG2) نه هزار و پانصد و پنجاه و سومین سیارک کشف شده‌است که در ۱۷ اکتبر ۱۹۸۵ کشف شد.
قدر مطلق سیارک برابر ۱۴٫۶۰ است.